# Culladiella acacia
Culladiella acacia là một loài bướm đêm trong họ Crambidae.